# Ceratothoa carinata
Ceratothoa carinata là một loài chân đều trong họ Cymothoidae. Loài này được Bianconi miêu tả khoa học năm 1869.